# 血液製剤
血液製剤（けつえきせいざい）は、ヒトの血液を原料として製造される医薬品の総称。後述の理由から特定生物由来製品となっており、使用の際にはインフォームド・コンセント（とくに投与することによってのリスク）やカルテの20年間保存などが義務付けられている。

## 概要
血液製剤は主にこの三種類に分かれられる。

### 全血製剤
全ての血液を含む製剤。保存法によって新鮮血液と保存血液に分けられる。かつては様々な治療に用いられていたが、血液成分製剤や血漿分画製剤の進歩によって、現在では怪我による大量出血などに利用は限られている。

### 血液成分製剤
全血から遠心分離によって血液の成分を物理的に分離したもの。赤血球、血漿、血小板など。いわゆる「成分輸血」。血漿はそのまま投与することもあるが、もっぱら下記の血漿分画製剤の原料に利用。一般的に言われている「輸血」をさす。

### 血漿分画製剤
全血を遠心分離によって水分を分離して濃縮し、「コーンの冷エタノール分画法」などの化学的処理によって有用なタンパク質を分離したもの。アルブミン製剤、免疫グロブリン製剤、血液凝固因子製剤、その他。タンパク製剤ともいわれる。
これらのうち、血漿分画製剤をとくに血液製剤と呼ぶ事が多い。

## 製剤の種類と効能

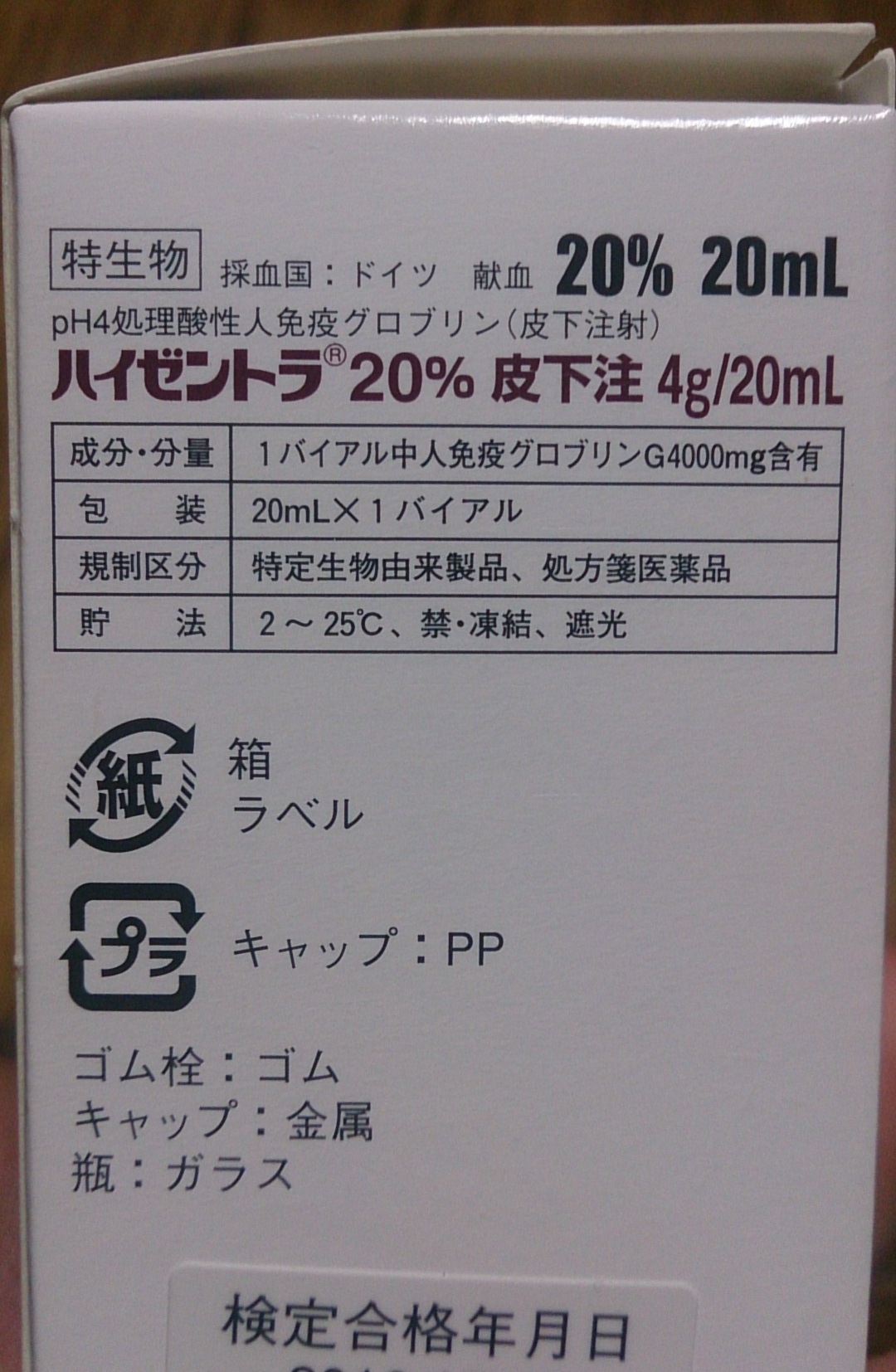
パッケージの例。「採血国：ドイツ　献血」と表記されている。

血漿分画製剤は、手術や分娩などの際に大量出血したり、血友病患者で止血しない場合など緊急時の止血などに投与される血液凝固因子製剤と、熱傷などに伴う低アルブミン血症時などに用いるアルブミン製剤や、重篤な感染症などの治療に用いる免疫グロブリン製剤などがある。
不特定多数の人の血液を原料として製造されるため、提供者がHIVやHBV・HCVなどの感染症や、未知のウイルスを保有していた場合（キャリア）、製品にそれらのウイルスが混入し、それを投与された患者に伝染するおそれがある。
そのため献血時の確認、ウイルス検査方法の確立、予防薬投与等の対策の確立以前に、これらの製品を治療・手術等で投与され、AIDSや肝炎に罹患した事件（薬害エイズ、薬害肝炎）が発生した。
なお、血漿分画製剤だけは、現在も一部の製剤を海外からの輸入に頼らざるを得ない状況にあり、前述のウイルスキャリアのリスクが日本の献血より高いという難点・課題がある。なお、2008年現在、血液の輸入先は、アメリカ・ドイツ・オーストリア・スウェーデンとなっている。アメリカでは現在でも血液銀行が数多く存在しており、有償採血が盛んである。
1991年、国際赤十字及び赤新月社の決議により、「自発的な無償採血（献血）」が世界的に推進される事となった。これに基づき、血液製剤の原料が有償採血（非献血）か無償採血（献血）かが区別され、さらにその採血国が記される事となった。このため、製品のパッケージ、シール、取扱説明書等に採血国名と献血か非献血が製品に記されている。ただし、採血した国が、この決議に基づく定義を持たない場合、持っていても趣旨が異なる場合、その定義に沿って採血されたか確認できない場合には、仮に献血であっても献血由来と表記できない。例えば、米国から輸入した有償採漿された血液を用いる場合は「採血国：米国 / 非献血」と表記される。なお、理論上は日本国内で採血されたものは全て献血由来であり、そのような場合には「採血国：日本 / 献血」となる。商品名に「献血○○○○○」と表記することも多い。
なお、現在ではアルブミンを初めとする血漿分画製剤のほぼ全てが献血由来となっているものの、抗HBs免疫グロブリン、破傷風免疫グロブリン、抗D免疫グロブリンなど一部の特殊な免疫グロブリン製剤はドナー（あらかじめ、肝炎や破傷風の抗体値が高く供血に適した人材が条件）の育成が必要であり、供血者には長期の定期的なワクチンの予防接種・検査・採血、生活制限が課せられる。このため、日本の献血制度では事実上こうしたシステムは不可能となっており、こうした特殊用途の免疫グロブリン製剤は供給制度の整っている米国から全量輸入している。
近年では代替医薬品として、遺伝子組み換え技術を利用し人の血液を利用しない製剤が開発されている。